# Фальк, Анн Мари
Анн Мари Фальк (швед. Ann Mari Falk, 19 декабря 1916 — 27 июня 1988) — шведская писательница и переводчица. Писала для детей и юношества.

## Биография
Анн Мари Фальк родилась в Стокгольме в 1916 г. в семье инженера-строителя Фрица Сёдерберга и Ингеборги Ларсен. Кроме неё в семье были трое братьев и сестёр. Бенгт Сёдерберг, писатель и переводчик, был её братом.
Анн училась во французской школе и школе Анны Сандстрём, в которых большое внимание уделялось литературе и истории. После учёбы управлению бизнесом она с 1935 по 1951 гг. работала страховым агентом.
Её первое произведение вышло в 1944 г. — это был небольшой сборник рассказов, называвшийся Fruntimmer. В дальнейшем она писала для взрослой аудитории. В 1950 г. она выпустила книгу Lätta livets bördor, за которую получила приз приз Вальстрёма и Видстранда. В 1950-е гг. она написала несколько произведений для детей и юношества, в 1960-е гг. выпустила несколько триллеров и романов для издательства Wahlström т. н. «элитной серии». Писала она также и для детей младшего возраста. Её сюжеты отличаются психологическим реализмом сюжетов.
Писательскую деятельность Анн Мари сочетала с переводческой — переводила на шведский язык в основном с датского, что было связано с датским происхождением её матери, например, переводила книги Сесиль Бёдкер. Занималась также переводами с норвежского языка, в частности, произведений Турмуда Хаугена. Последней её книгой стало иллюстрированное издание Skepp ohoj.
Анна Мари Фальк ушла из жизни в 1988 г. и была похоронена на кладбище Сольне.

## Личная жизнь
Анн Мари дважды была замужем: за журналистом Яном Фальком (1939—1945 гг.) и писателем Уно Энгом (1948—1953 гг.).